# 有香蕉樹的院子
《有香蕉樹的院子》（日语：芭蕉の庭）是臺灣畫家廖繼春在1928年期間所完成的油畫作品，該作品內容主要描繪日治時期臺南市街頭家居前院生活景色。原件現由臺北市立美術館典藏，是臺灣知名的近代畫作之一。

## 歷史
1928年，學成返臺後的廖繼春以該畫入選第九回日本美術展覽會，使得廖繼春成為繼陳澄波《嘉義街外》後，第二位入選帝展的臺灣畫家，而後該畫則是由廖氏家族收藏，直到1997年，廖氏家族在陳水扁擔任臺北市長任內將此畫捐贈給臺北市立美術館。
2002年，鑒於臺灣前輩藝術家傾一生之力投注於臺灣近代新美術之啟蒙與發展，《有香蕉樹的院子》被選定為臺灣的交通部郵政總局特籌畫發行「臺灣近代畫作郵票」系列之代表作品。
2016年，廖繼春孫子廖和信複製此畫贈送國立臺南第一高級中學。

## 作品內容
《有香蕉樹的院子》為廖繼春的代表性作品，該作品取景地點為劉瑞山古厝東側劉家二房劉大粒祖厝的庭園。畫面以香蕉樹、屋厝一角的平凡婦人及周邊生活物件為特色，其畫面採取嚴謹的學院風格創作，使用傳統的三角構圖，卻是以螺旋的方式逐漸收斂在遠方，並藉由臺南市寧靜、樸拙與閒適的氣氛，豐富了畫面內容並生動了視覺效果。

## 外部連結
- 有香蕉樹的院子 - 臺北市立美術館 （页面存档备份，存于）